# 夜想曲第6番 (ショパン)
夜想曲第6番 ト短調 作品15-3 は、フレデリック・ショパンが作曲したピアノのための夜想曲。

## 概要
作品15として作品15-1、作品15-2の2曲と共に出版されたが、この曲は作曲年代が先の2曲よりもずっと遅い1833年で、パリに定住した後の作品である。当初の草稿では「ハムレットの上演を見て」と書かれていたが、後になって自らそれを消してしまっている。

## 構成
ト短調、レント、4分の3拍子。

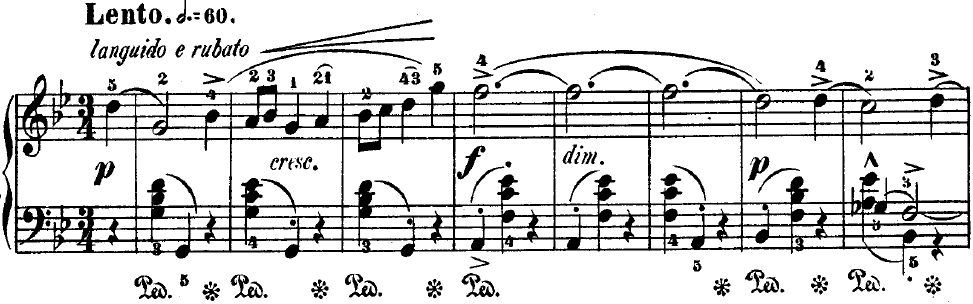
夜想曲第6番の冒頭部分

作風も他の2曲と異なり、ショパンの夜想曲としては珍しく二部形式をとる。その趣は即興的であり、後に書かれた作品55-2の作品を連想させる。異名同音の転調技法を駆使した作風は幻想性と独創性に溢れている。
曲の冒頭に「悩ましげに、そしてルバートに」との指示がある。第1部は3拍目が休止する左手の伴奏に乗って、右手に単純な旋律が歌われる。音楽は経過句となり、徐々に転調する。
音楽がやがて嬰ハ長調という遠い調に到達すると、コラール風の第2部が開始される。その後半に現れる動機は、リズムに特徴があり、旋法的でもある。曲はその気分のままに突如ト長調で閉じられる。